# Kuwait Trade Union Federation
Die Kuwait Trade Union Federation  (deutsch: Gewerkschaftsbund von Kuwait; arabisch الاتحاد العام لعمال الكويت, DMG al-ittiḥād al-ʿāmm li-ʿummāl al-Kuwait) ist die einzige nationale Gewerkschaft im Zentrum von Kuwait.

## Organisation
Die Gewerkschaft wurde 1968 gegründet. Die höchste Regulierungsstelle in der General Workers Union of Kuwait ist die Generalkonferenz, die alle zwei Jahre stattfindet. Sie setzt sich zusammen aus 90 Gewerkschaftsdelegierten und fünfzehn Vertretern der Regierung.
Das Präsidium besteht aus den Mitgliedern: Präsident, Vizepräsident und Generalsekretär, Stellvertretender Generalsekretär, Secretary of Foreign Relations und eines Sekretärs der internen Beziehungen. Es existiert eine  Kommission über berufstätige Frauen.

## Präsidenten
Präsidenten der General Workers Union of Kuwait
- Sakr Hussein Abdel-Latif 	1967–1974
- Mohammed Fahad Awaida 	1974–1975
- Nasser Al-Faraj 	1975–1979
- Hassan Hussein  	1979–1980
- Mohamed Abdel-Mohsen Al-Osaimi 1980–1984
- Nasser Mubarak Faraj 	1984–1986
- Rashid Al Falah Hejailan 	1986–1989
- Mileihan Ramadan 1989–1990
- Hayef Essam Al-Ajmi 	1990–1992
- Abdullah Abdul Salam al-Bakr 	1992–1994
- Ibrahim Haroun 	1994–2004
- Salem Ajmi Schabib 	2004–2006
- Khalid Ghabeichan 	2006–2010
- Salem Ajmi Schabib 	2010  bis jetzt